# Prema Racing
Prema Racing, dříve známý jako Prema Powerteam, je italský motoristický tým. Působí v šampionátech FIA Formule 2 a FIA Formule 3 a také v dalších juniorských soutěžích, od roku 2022 se účastní i vytrvalostních závodů. Tým byl založen v roce 1984 a sídlí v italském městě Grisignano di Zocco v regionu Benátsko. Za tým závodili mnozí piloti, kteří později přestoupili do Formule 1.

## Tituly

### Mezi týmy
| Série                       | Roky                             |
| --------------------------- | -------------------------------- |
| Eurocup Formula Renault 2.0 | 2001                             |
| Italian Formula Renault     | 2001, 2023                       |
| Formula Abarth              | 2010                             |
| Formula 3 Euro Series       | 2011, 2012                       |
| Formula Renault 2.0 Alps    | 2013                             |
| FIA Formule 3 European      | 2013–2018                        |
| Italian F4                  | 2014–2016, 2018, 2020, 2022–2024 |
| ADAC Formule 4              | 2016, 2017, 2022                 |
| GP2 Series                  | 2016                             |
| Formula Regional European   | 2019, 2020, 2022, 2023           |
| FIA Formule 3               | 2019, 2020, 2022–2024            |
| FIA Formule 2               | 2020, 2021                       |
| F3 Asian                    | 2021                             |
| F1 Academy                  | 2023                             |
| Euro 4                      | 2023                             |

### Mezi jezdci
Italian Formula Three
- 1990: Roberto Colciago
- 1998: Donny Crevels
- 1999: Peter Sundberg

Italian Formula Renault
- 2001: Ryan Briscoe
- 2003: Franck Perera
- 2005: Kamui Kobajaši

Formula 3 Euro Series
- 2003: Ryan Briscoe
- 2011: Roberto Merhi
- 2012: Daniel Juncadella

Eurocup Formula Renault 2.0
- 2005: Kamui Kobajaši

FIA Formule 3 International Trophy
- 2011: Roberto Merhi

FIA Formule 3 European
- 2012: Daniel Juncadella
- 2013: Raffaele Marciello
- 2014: Esteban Ocon
- 2015: Felix Rosenqvist
- 2016: Lance Stroll
- 2018: Mick Schumacher

Formula Renault 2.0 Alps
- 2013: Antonio Fuoco

Italian F4
- 2014: Lance Stroll
- 2015: Ralf Aron
- 2017: Marcus Armstrong
- 2018: Enzo Fittipaldi
- 2020: Gabriele Minì
- 2022: Andrea Kimi Antonelli
- 2024: Freddie Slater

GP2 Series
- 2016: Pierre Gasly

ADAC Formule 4
- 2017: Jüri Vips
- 2022:  Andrea Kimi Antonelli

FIA Formule 2
- 2017: Charles Leclerc
- 2020: Mick Schumacher
- 2021: Oscar Piastri

Formula Regional European
- 2019: Frederik Vesti
- 2020: Gianluca Petecof
- 2022: Dino Beganovic
- 2023: Andrea Kimi Antonelli
- 2024: Rafael Câmara

FIA Formule 3
- 2019: Robert Švarcman
- 2020: Oscar Piastri
- 2021: Dennis Hauger

F3 Asian
- 2021: Čou Kuan-jü

F1 Academy:
- 2023: Marta García

Euro 4
- 2023: Ugo Ugochukwu